# К нам приехала ярмарка
«К нам приехала ярмарка» (чеш. Přijela k nám pouť) — чехословацкий детский музыкальный художественный фильм, снятый кинорежиссёром Верой Пливовой-Шимковой в 1973 году на киностудии Filmové Studio Barrandov. Был переведен на русский язык, показывался на советском телевидении.

## Сюжет
Наступает лето и в школе села Бистра проходят последние уроки. В это время в село приезжает ярмарка с каруселями и аттракционами, неся с собой праздник и веселье. Вместе с ярмаркой приезжают брат и сестра Жанета и Янек Мареки, они уже бывали в селе в прошлом году и местные дети их с нетерпением ждут, тем более, что Янек отлично играет в футбол и может помочь команде Бистра выиграть чемпионат. Жанета Марек в прошлом году дружила с Маркетой, но между девочками что-то произошло и Маркета дуется на подругу, пока недоразумение на проясняется. Футбольная команда соседнего села Скурова пытается не дать Янеку сыграть за Бистра, сначала они хотят подкупить его, а потом обманом заманивают в пещеру и закрывают там мальчика до окончания игры. Мать Маркеты посылает её отнести пирожки бабушке и девочка случайно находит запертого Янека и освобождает его.

## В главных ролях
- Рената Машкова — Маркета
- Иветта Корнова — Жанета Марек
- Роман Када — Янек Марек
- Рената Коларжова — Нанинка
- Сузана Быдзовска[чеш.] — Вендулка
- Ивана Марикова[чеш.] — Аничка
- Людовит Кронер[чеш.] — Тони
- Людек Снайдар — Черноочко
- Вацлав Котва — дедушка Маркеты
- Либуше Шафранкова — учительница Люба

## Съемки
Фильм снимался в чешских селах Смирчи, Весец у Соботки, сцены с пещерой — в руинах скального замка Ротштейн.

## Показ в СССР
Фильм был переведен на русский язык и несколько раз показан в СССР по одному из центральных каналов.